# Валевци
Вàлевци е село в Северна България, община Севлиево, област Габрово.

## География
Село Валевци се намира на около 19 km запад-югозападно от град Габрово и 21 km южно от град Севлиево. Разположено е в долината на река Росица край десния бряг на реката, при вливането в Росица на левия ѝ приток Бяла река, местността Лъгът. Като част от землището на село Стоките попада в националния парк Централен Балкан. Надморската височина в центъра на селото на пътя е около 445 – 450 m.
Общинският път, минаващ през Валевци, води на север през село Тумбалово до село Стоките и връзка с третокласния републикански път III-6072, а на юг към село Угорелец.
Населението на село Валевци, наброявало 115 души при преброяването към 1985 г. и 59 към 1992 г., намалява до 13 души (по текущата демографска статистика за населението) към 2019 г.

## История
Село Валевци е създадено през 1983 г. при отделяне от село Угорелец.
Народното начално училище – село Валевци от 1 до 4 клас е открито през учебната 1927 – 1928 г. с един учител, като ползва една стая в частна къща. През 1927 г. започва и строежът на паянтова училищна сграда в селото, състояща се от две класни стаи и една малка учителска стая. В началото на 1929 г. е завършена само едната стая на училището и учениците са настанени там. През учебната 1950 – 1951 г. училището става основно – с два слети класа в началната степен и три самостоятелни класа в прогимназиалния курс. Трите прогимназиални класа се помещават в частни къщи. Строеж на ново училище започва през 1958 г. и през месец октомври 1959 г. всички ученици са настанени в него. Сградата има пет класни стаи, две стаи за общежитие, пионерска стая, стая за физкултура, кухня, столова и други. Старото училище се използва за работилница по дървообработване и металообработване. От 1970 г. прогимназиалният курс се закрива и учениците са насочени да учат в село Стоките.
През периода 1995 – 2000 г. Валевци е било център на кметство.

## Население
Преброяване на населението през 2011 г.
Численост и дял на етническите групи според преброяването на населението през 2011 г.:
|                     | Численост | Дял (в %) |
| Общо                | 15        | 100,00    |
| Българи             | 15        | 100,00    |
| Турци               | 0         | 0,00      |
| Цигани              | 0         | 0,00      |
| Други               | 0         | 0,00      |
| Не се самоопределят | 0         | 0,00      |
| Неотговорили        | 0         | 0,00      |